# Августин Арндт
Августин Арндт (пол. Augustyn Arndt; 22 червня 1851, Берлін — 21 липня 1925, Бухарест) — німецький і польський єзуїт, богослов, каноніст, редактор, провідник реколекцій.

## Життєпис
Народився 22 червня 1851 року в Берліні в протестантській сім'ї. Закінчив гімназію в Берліні і богословські студії на протестантському відділені Берлінського університету. Під впливом критичного вивчення творів Лютера та історії протестантизму перейшов на католицизм 29 серпня 1874 року. З Берліна переїхав до Вроцлава, де вступив на другий рік богослов'я в католицькій семінарії. 31 серпня 1875 року вступив до Товариства Ісуса на новіціят у Старій Весі. З 1877 року вчився у Франції: вивчав риторику в Ам'єн і філософію у Валь. У 1880 році повернувся до Галичини і в Кракові відбув чотирилітні богословські студії (1880—1884). 28 червня 1883 року отримав священничі свячення з рук вроцлавського єпископа Роберта Герцоґа.
Від 1884 року в Кракові був професором історії Церкви (1884—1885), староєврейської мови (1884—1886), Святого Письма (1885—1886, 1889—1890), догматики (1886—1888) і канонічного права (1889—1890). У 1890—1892 роках брав участь у проведені Добромильської реформи Василіянського Чину як професор догматичного і морального богослов'я для василіянських студентів у Кристинополі. Повернувшись до Кракова, викладав історію Церкви (1892—1893), догматичне та моральне богослов'я і канонічне право (1893—1895).
У 1899 році переїхав до Опави, а потім до Цешина і Вроцлава. У 1909—1923 роках викладав моральне богослов'я та соціологію в духовній семінарії для сілезьких семінаристів у Віднаві і розвинув активну письменницьку та редакторську діяльність. Останні роки життя провів на душпастирській праці в Чернівцях (1923—1924) і Бухаресті, де 27 листопада 1924 року став віценастоятелем чернечого дому. Помер у Бухаресті 21 липня 1925 року.

## Наукова діяльність
Августин Арндт належав до найкращих єзуїтських письменників кінця ХІХ — початку ХХ століття. Видав кількасот книг та статей. Головною ділянкою зацікавлення о. Арндта було канонічне право. Коментував тогочасне церковне законодавство, публікував на сторінках часописів найновіші папські документи з власними коментарями, для кільканадцятьох чернечих спільнот опрацював конституції та правила. Праці з права виходили як окремі книги та як статті в часописах Theologische-praktische Quartalschrift, Archiv fur katholische Kircheniecht, Pastor Bonus (Трір), Der katholische Seelsorger, Gazeta Kościelna (Львів), Przegląd Kościelny (Познань).
Для німецьких католиків здійснив нове видання Вульгати (Регенсбург 1899 і 1912) та окремо Нового Завіту, Євангелій, Послань апостолів та Псалмів. Багато книг та статей видавав о. Августин Арндт одночасно німецькою і польською мовами, хоча польську знав досить побіжно. У 1898—1918 роках був головним редактором часопису «Posłaniec Niedzielny» і його німецького відповідника «Katholisches Sonntagsblatt». Був також радником Конгрегації Пропаганди Віри.